# America’s Space Prize
Der America’s Space Prize war ein 2004 gestarteter Wettbewerb, der ähnlich dem Ansari X-Prize einen erfolgreichen bemannten orbitalen Raumflug prämieren soll.
Initiiert und finanziert wurde dieser Wettbewerb von dem US-amerikanischen Multimilliardär Robert Bigelow. Das Preisgeld betrug 50 Millionen US-Dollar; der Wettbewerb endete am 10. Januar 2010.
Verglichen mit dem Ansari X-Prize waren die Anforderungen dieses Wettbewerbs ungleich höher: Ein Raumschiff – konstruiert und betrieben von einem privaten Investor oder einer Organisation – musste eine minimale Flughöhe von 400 Kilometern erreichen (die ISS befindet sich ebenfalls in dieser Höhe), außerdem musste die Besatzung des Schiffes aus fünf Personen bestehen.
Weitere 200 Millionen Dollar waren für sechs aufeinanderfolgende Raumflüge ausgelobt, 800 Millionen für 24 Flüge.

## Anforderungen
1. Das Raumschiff muss eine minimale Flughöhe von 400 Kilometern erreichen
2. Die Fluggeschwindigkeit muss so bemessen sein, dass zwei vollständige Erdumkreisungen möglich sind
3. Das Raumschiff muss mindestens fünf Personen transportieren können
4. Das Raumschiff muss die Fähigkeit besitzen, für mindestens sechs Monate an einer von der Bigelow Aerospace geplanten Raumstation (Nautilus) anzudocken
5. Innerhalb eines Zeitraums von 60 Tagen müssen zwei erfolgreiche Missionen geflogen werden können
6. Das Raumschiff muss zu mindestens 80 % wiederverwendbar sein
7. Um das Preisgeld zu gewinnen, müssen zwei erfolgreiche Missionen geflogen werden; während des zweiten Fluges müssen mindestens fünf Besatzungsmitglieder an Bord sein
8. Der Wettbewerber muss einen Wohnsitz in den USA besitzen
9. Es darf keine staatliche Unterstützung in Anspruch genommen werden, ausgenommen davon ist die Benutzung staatlicher Prüfstände und ähnlicher Einrichtungen

## Ergebnis
Der Preis konnte innerhalb der vorgegebenen Frist nicht ausgelöst werden. Zwar bekundeten etwa vierzig Firmen Interesse, doch führte letztlich keiner der qualifizierten Kandidaten einen Testflug aus. Das einzige erfolgversprechende Unternehmen, nämlich SpaceX, war zum Wettbewerb nicht zugelassen, weil es Staatsgelder angenommen hatte. Inzwischen hat Bigelow den Preis zurückgezogen; er sucht nun nach anderen Wegen, um einen Weltraumtransporter zu erlangen.